# Christophe Szpajdel
Christophe Szpajdel (* 1970 in Belgien) ist ein belgischer Künstler und Grafikdesigner, der sich auf das Zeichnen von Metal-Logos bzw. Bandschriftzügen spezialisiert hat. Szpajdel hat über 7.000 Logos für Black- und Death-Metal-Bands aus der ganzen Welt designt, darunter die Logos von Bands wie Emperor oder Enthroned.
Neben seiner Arbeit als Designer ist Szpajdel gelernter Forstingenieur und hauptberuflich als Kundenberater im Einzelhandel tätig. Er lebt und arbeitet in Exeter, Devon, Großbritannien.

## Werdegang
Szpajdel zeichnet seit früher Jugend, anfänglich beeinflusst durch Kiss, AC/DC oder Black Sabbath. Später entdeckte er Slayer, Venom, Bathory, Kreator, Destruction, Dark Angel, Darkness, Running Wild, Helloween, Celtic Frost, Motörhead, Possessed, Sepultura und viele andere. Mit dem Nachzeichnen derer Bandschriftzüge entwickelte sich seine Faszination für Kalligraphie und Ikonografie.
Ab 1987 interessierte er sich zunehmend für die Underground-Szene und begann, Logos für noch unbekannte Bands zu entwerfen, wie beispielsweise für Deadly Blessing, Blood Feast, Sadistic Intent, Morbid Angel, Nocturnus. 1989, während seines Biologiestudiums in Leuven, erhielt er den Auftrag eines Fanzines, 1990 entwickelte er sein erstes Logo für eine finnische Band namens Disgrace.
Im Januar 2010 erschien der Bildband Lord of the Logos — Designing the Metal Underground mit einem Auszug aus seinem Werk.

## Stil
Szapjdel bezeichnet sich als von Art déco und Künstlern der Wiener Sezession beeinflusst. Seine eigene Weiterentwicklung der Kalligraphie nennt er „Depressiv Moderne“, als Ergebnis einer Vermischung von Art déco, einer düsteren Atmosphäre und der tatsächlichen wirtschaftlichen Depression.